# Jodel D11
Pour les articles homonymes, voir D11.
Le Jodel D11 est un avion monoplan monomoteur français développé par la société Jodel. 
Son premier vol a été réalisé en avril 1950.

## Différents modèles

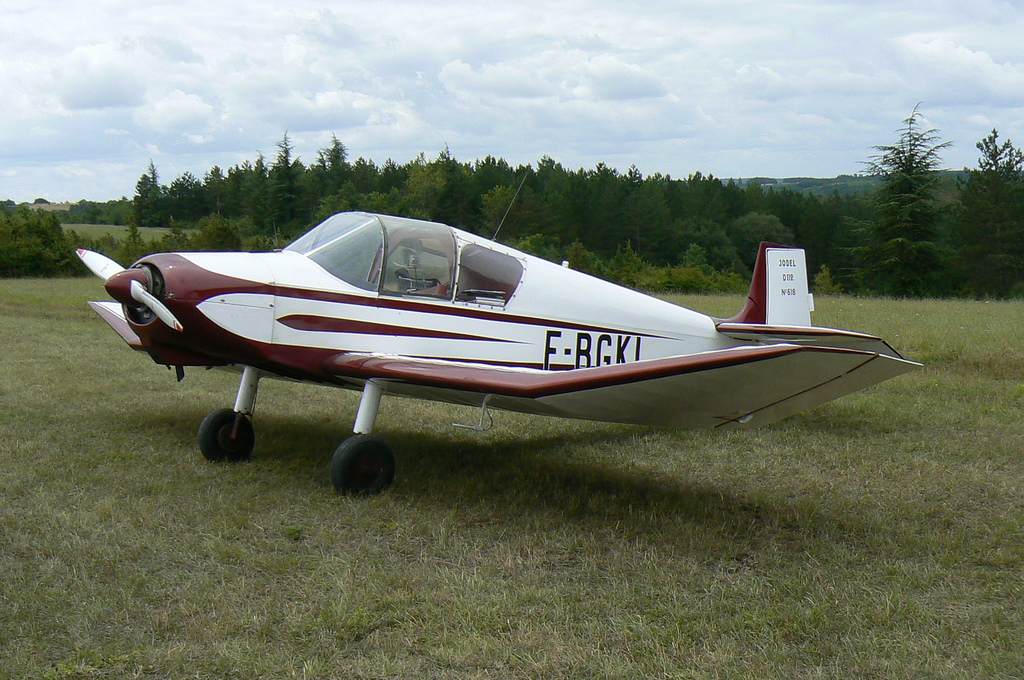
Jodel D112
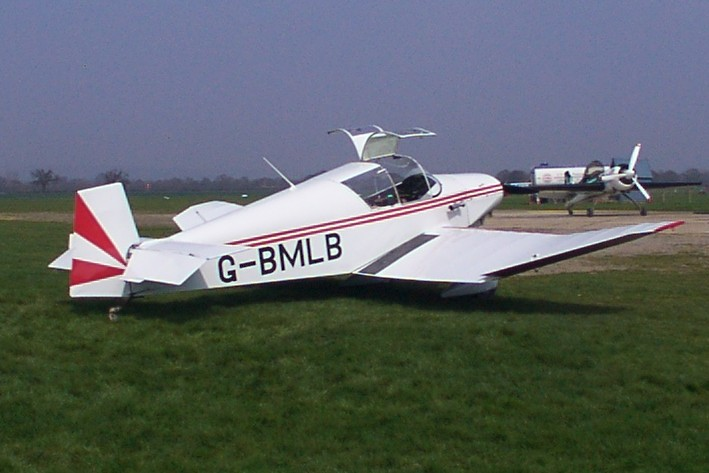
Jodel D120

- D.11 : modèle original
- D.111 : moteur 56 kW
- D.112 : moteur 48 kW
- D.113 : moteur 75 kW
- D.114 : moteur 52 kW
- D.115 : moteur 56 kW
- D.116 : moteur 45 kW
- D.117 : moteur 67 kW

- Jodel D112
- Jodel D120